# ビリー・マーチン (外野手)
ビリー・ジョー・マーチン（Billy Joe Martin , 1976年6月10日 - ）は、アメリカ合衆国テキサス州出身の元プロ野球選手（外野手）。

## 来歴・人物
1998年のMLBドラフト34巡目でニューヨーク・メッツと契約。メジャー昇格することなく2000年にアリゾナ・ダイヤモンドバックスに移籍するが、ここでもメジャー昇格はならなかった。
メジャーでの経験は無かったが日本でのブレイクを期待されて、秋季キャンプテストを経て2004年にヤクルトスワローズに入団し、来日。内野手であったがヤクルトでは外野を守った。しかし、年間を通しての活躍はできず、シーズン終了後に解雇され、帰国した。
来日初本塁打を5月15日の対読売ジャイアンツ戦（東京ドーム）で桑田真澄から打った。これは満塁本塁打であり、桑田が日本でのプロ生活21年間で唯一満塁本塁打を打たれた打者がこのマーチンである（メジャーリーグでは2007年7月2日にミルウォーキー・ブルワーズのダミアン・ミラーに打たれている）。来日前から「満塁男」と呼ばれていたという。
帰国後の翌2005年は、ワシントン・ナショナルズ傘下のマイナーチームでプレーし、同年限りで現役引退。

## 詳細情報

### 年度別打撃成績
| 年 度     | 球 団     | 試 合 | 打 席 | 打 数 | 得 点 | 安 打 | 二 塁 打 | 三 塁 打 | 本 塁 打 | 塁 打 | 打 点 | 盗 塁 | 盗 塁 死 | 犠 打 | 犠 飛 | 四 球 | 敬 遠 | 死 球 | 三 振 | 併 殺 打 | 打 率 | 出 塁 率 | 長 打 率 | O P S |
| --------- | --------- | ----- | ----- | ----- | ----- | ----- | -------- | -------- | -------- | ----- | ----- | ----- | -------- | ----- | ----- | ----- | ----- | ----- | ----- | -------- | ----- | -------- | -------- | ----- |
| 2004      | ヤクルト  | 71    | 193   | 162   | 18    | 39    | 10       | 0        | 6        | 67    | 18    | 0     | 0        | 0     | 0     | 24    | 0     | 7     | 65    | 4        | .241  | .363     | .414     | .776  |
| 通算：1年 | 通算：1年 | 71    | 193   | 162   | 18    | 39    | 10       | 0        | 6        | 67    | 18    | 0     | 0        | 0     | 0     | 24    | 0     | 7     | 65    | 4        | .241  | .363     | .414     | .776  |

### 記録
NPB
- 初出場・初先発出場：2004年5月11日、対中日ドラゴンズ5回戦（ナゴヤドーム）、7番・右翼手として先発出場
- 初打席・初安打：同上、2回表にドミンゴ・グスマンから左前安打
- 初本塁打・初打点：2004年5月15日、対読売ジャイアンツ7回戦（東京ドーム）、6回表に桑田真澄から中越満塁

### 背番号
- 7 （2004年）